# Mirco Mencacci
Mirco Mencacci (Pontedera, 1961) è un progettista del suono italiano.
Si occupa del sound design per cinema/ tv (presa diretta e post-produzione), video arte e musica. È titolare dal 1981 della ditta S.A.M. Sistemi Audio di Memorizzazione, etichetta discografica, edizioni musicali, librarie e video, oltre a studio di registrazione e post-produzione cinematografica a Lari (PI). È dal 2001 che sta combattendo una personale battaglia contro l’inquinamento acustico, il secondo inquinante al mondo. La frase che lo ha caratterizzato di più è: "La vista è la virtù dei forti".

## Cinema
È stato sound designer per film presentati a centinaia di festival del cinema in tutto il mondo, proiettati anche al Guggenheim NYC, al MOMA NYC, al Pompidou Paris, al Museo MAXXI Roma e alla Biennale di Venezia. Tra questi Lo sguardo di Michelangelo di Michelangelo Antonioni (2004), Puccini e la Fanciulla di Paolo Benvenuti (Festival di Venezia 2008) e gli ultimi lavori di Yuri Ancarani tra cui The Challenge (premio speciale giuria del Festival del Cinema di Locarno 2016), San Siro (premio Maxxi 2014, Sky Arte HD 2014), la trilogia composta da Il Capo (Festival di Venezia 2010), Piattaforma Luna (Festival del Cinema di Roma 2011) e Da Vinci (Biennale di Venezia 2013).
È altresì ideatore del sistema Spherical Sound, che utilizza nei suoi lavori cinematografici. È stato invitato dalla Dolby stessa presso la Casa del Cinema di Roma (2016) per esibire le potenzialità di questo sistema applicato a Dolby Atmos.
Ha realizzato come co-regista con Yuri Ancarani lo spot The Sounds of Massimo Bottura’s Lasagna, pubblicato dal New York Times nel 2016.
Tra il 1999 e il 2009, ha aperto a Roma alcuni studi di post-produzione audio/video per cinema e televisione in cui ha realizzato, come supervisore del montaggio sonoro, la post-produzione di più di 400 film, telefilm, documentari, cortometraggi e sonorizzazioni in ambito cinematografico, televisivo, home video con registi come Marco Tullio Giordana, Matteo Garrone, Ferzan Özpetek, Nanni Moretti e realizzato restauri sonori come quello del materiale discografico del 1939 per il film Fascisti su Marte di Corrado Guzzanti.

## Musica
Nel 1981 ha fondato S.A.M. Recording Studio di Lari (PI), di cui ne è direttore artistico. Oltre ad essere uno studio di registrazione, S.A.M. è anche studio di post-produzione cinematografica, etichetta discografica, edizioni musicali, librarie e video. Nel suo studio è stata registrata musica jazz, classica, pop e sperimentale, da Ornella Vanoni a Tony Scott, da Irio De Paula a Eddie Wied (pianista di Frank Sinatra), da Stefano Bollani a Il Teatro degli Orrori, e poi Paolo Fresu, Enrico Rava, Bruno Tommaso, Nada, Playing for Change, Stewart Copeland, Giovanni Caccamo, Riki (Riccardo Marcuzzo), Zen Circus, Bandabardò, One Dimensional Man, Dente, Emma Morton, Thegiornalisti, Marina Rei, Mauro Ermanno Giovanardi, Luke Winslow-King e tanti altri. 
Ha curato registrazioni di opere liriche di direttori come Zubin Mehta, tra cui Il cavaliere della rosa con l’Orchestra e il Coro del Maggio Musicale Fiorentino (Rai Radio, 2012) e registrazioni live della RAI tra cui le opere liriche Tosca e Traviata presso il Teatro Puccini di Torre del Lago per la Fondazione Puccini ("Prima della prima”, Rai 3, 2010).
Ha curato la produzione di gruppi musicali come i Sinfonico Honolulu con la partecipazione artistica di Mauro Ermanno Giovanardi vincitori nel 2013 di una targa Tenco, del gruppo pisano Gatti Mézzi, vincitori del premio Ciampi 2007, di Jacopo Martini Quartet e di un progetto musicale-teatrale-letterario di Alessandro Benvenuti dal titolo Zio B.
È editore musicale di colonne sonore originali per lungometraggi cinematografici come Il magico Natale di Rupert di Flavio Moretti (Rai Cinema) e Ninos di Alessandro Angelini (2003-2004).

## Docente/ conferenze
Ha tenuto conferenze, seminari e master sul suono nel cinema in Europa e oltre oceano presso istituti didattici, università’, festival cinematografici, tra cui un master di sound design per il cinema presso la Syracuse University, USA (2009).
Ha partecipato come docente di tecniche surround per cinema per "Artevisione 2016" (Sky e Careof, Milano, 2016), "Centro Professione Musica" (CPM, Milano, 2015 e 2016), come docente di presa diretta e post-produzione audio per cinema e televisione al progetto "TV DOCS” (2014), organizzato da Formatica e Provincia di Prato e “I mestieri del cinema” (2012), corso di tecnico audio organizzato da Armunia Formazione.
Ha partecipato al convegno "Arte e Disabilità" (Salerno 2015), al “Festival per le città accessibili #2” (Foligno 2015), al festival “Cinekid” di Amsterdam come docente di una  “Masterclass” (2006); al “Festival du film de Beauvais” (Parigi 2006, 2010 e 2012) come docente di alcune “Masterclass” sulla sperimentazione del sistema Spherical Sound, sistema di ripresa del suono e ad “Ear to the earth” a New York (2006). È stato membro di giuria al “Festival International du Film d'Aubagne” (2006); nel novembre 2009 membro di Giuria del “Festival Raccorti Toscani” e nel 2010, nel 2011 e nel 2012 ne ha presieduto la giuria. Ha partecipato attivamente ad un incontro sul cinema nel Carcere di Porto Azzurro.

## Storia
Nato nel borgo mediovale di Lari (PI), all'età di quattro anni, nel 1965, divenne cieco a causa di un colpo di fucile da caccia partito accidentalmente. All’età di sette anni, si trasferì a Genova per frequentare una scuola speciale per non vedenti. Questa parte della sua storia lo ha ispirato per la sceneggiatura del film autobiografico “Mirco”, con titolo definitivo Rosso come il cielo (Cristiano Bortone, 2002), film che, prendendo spunto dalla sua storia personale, illustra le condizioni delle scuole speciali negli anni settanta. Mirco si è poi dissociato dalla produzione del film stesso, dopo alcune stesure della sceneggiatura, che non rispecchiavano più la sua idea cinematografica.
Sulla sua storia è anche stato realizzato un documentario per la TV Svizzera, dal titolo Le immagini di Mirco di Michael Beltrami (2005). 
Con il tempo ha sviluppato un udito eccezionale e un interesse particolare verso il suono e la registrazione sin dall’età di 4 anni. Da allora ha iniziato ad utilizzare l’ecolocalizzazione, sistema che consente di localizzare gli ostacoli, percepire la loro forma, conoscere la dimensione degli spazi e gli ambienti attraverso le riflessione del suono.

## Altro
È altresì ideatore di un parco tematico sul suono, in fase di realizzazione, incentrato su un centro di ricerca multidisciplinare su suono, rumore e vibrazione. 
Ha creato e prodotto la prima edizione del “Festival del suono” presso Lari, Pisa (2001).
È ideatore, insieme al direttore artistico del Festival Collinarea Loris Seghizzi, del progetto "Connessioni", strumento al servizio di performance multimediali in ambienti urbani connessi tra loro, il cui obiettivo è far convivere contenuti reali e virtuali dislocati in luoghi differenti e gestiti in contemporanea.
Ha all’attivo alcune interviste ed interventi, tra cui ospite speciale di RAIUNO TG1 news “La vita in diretta” (RAIUNO, 2016), un’intervista per "TG1 Persone" di Angelo Angelastro (2014),  per Radio Due “Ventottominuti” di Barbara Palombelli (2009) e ospite a Canale 5 nella trasmissione “Mattino Cinque” condotta da Barbara d’Urso. È stato inoltre intervistato in programmi come “Fuoriclasse Canale scuola lavoro” (Rai Educational, 2008), ‘Niente di personale’ a cura di Antonello Piroso (La 7, 2007), “I fatti vostri” a cura di Giancarlo Magalli (Rai Due, 2007).
Ha partecipato alla celebrazione del 90 anniversario dell’Unione Italiana Ciechi alla Sala della Lupa della Camera dei Deputati in qualità di non vedente distintosi in attività di prestigio.
Ha inoltre curato la realizzazione di alcuni audiolibri, tra cui Tristano muore di Antonio Tabucchi (Feltrinelli).

## Filmografia

### Sound design
- Whipping Zombie[16], regia di Yuri Ancarani (2017)
- The Challenge, regia di Yuri Ancarani (2016)
- Il colore dell’erba, regia di Juliane Biasi (2015)
- Il Rifugio, regia di Guy Masseaux e Duccio Benvenuti (2015)
- San Siro, regia di Yuri Ancarani (2014)
- Séance, regia di Yuri Ancarani (2014)
- Da Vinci, regia di Yuri Ancarani (2013)
- Nato prematuro, regia di Enzo Cei (2013)
- Piattaforma luna, regia di Yuri Ancarani (2011)
- Il capo, regia di Yuri Ancarani (2010)
- Puccini e la fanciulla, regia di Paolo Benvenuti (2008)
- Lo sguardo di Michelangelo, regia di Michelangelo Antonioni (2004)

### Regia e sound design
- The Sounds of Massimo Bottura’s Lasagna[8], co-regia di Yuri Ancarani e Mirco Mencacci (2016)

### Supervisione montaggio audio cinema
- Notte prima degli esami, regia di Fausto Brizzi (2006)
- Fascisti su Marte, regia di Corrado Guzzanti (2006)
- Il caimano, regia di Nanni Moretti (2006)
- Primo amore (film 2004), regia di Matteo Garrone
- La meglio gioventù, regia di Marco Tullio Giordana (2003)
- L'imbalsamatore, regia di Matteo Garrone (2002)
- Le fate ignoranti, regia di Ferzan Özpetek (2001)